# 프랭크 자파의 연보
이 문서는 프랭크 자파의 연보이다.

## 1940년~ 1960년
- 1940년 : 12월 21일 메릴랜드주 볼티모어에서 출생. 3남 1녀 중 장남. 이름은 Frank Vincent Zappa. 간혹 본명은 Francis라고 되어있는 자료가 있는데 Frank가 정확하다(이는 한동안 Frank 자신이 착각하고 있었던 사실에 기인한다). Frank의 아버지는 이탈리아계 이민으로 미국 군수산업의 연구소에서 일하는 사람이었다. Frank는 어린 시절 몸이 허약한 편이어서 자주 아팠으며, 화학이나 폭발물 등에 관심이 많았다.
- 1952년 : 드럼에 흥미를 가지고 연습을 시작하다.
- 1953년 : Look이라는 잡지에서 에드가 바레즈(Edgard Varèse)에 관한 기사를 읽고 흥미를 가지게 되다. 1년 후 바레즈의 음반을 구입하고, 그의 음악에 심취한다. 아울러 R&B 싱글들을 즐겨 듣다.
- 1955년 : Mission Bay 고등학교 입학. 생일 선물로 에드가 바레즈에게 장거리 전화를 걸다. R&B 스쿨밴드인 Black Outs를 결성하다(자파는 드럼을 담당). 스트라빈스키(Stravinsky)의 "봄의 제전"에 매혹되다.
- 1956년 : The Ramblers라는 밴드에서 드럼을 연주하기 시작하다. 학교에서 돈 반 블리엣(Don Van Vliet)과 친교. 그는 나중에 캡틴 비프하트(Captain Beefheart)라는 예명으로 역시 음악계에서 활약. 프랭크와 돈은 R&B를 즐겨 들으며 젊은 날을 보낸다. 특히 Muddy Waters, Guitar Slim, Howlin' Wolf, Clarence "Gatemouth" Brown, Johnny "Guitar" Watson 등의 영향을 받다.
- 1957년 : 프랭크, 기타를 배우기 시작하다. 에드가 바레즈에게 편지를 보내고, 답장을 받다.
- 1959년 : 오직 연애를 하기 위하여 대학(the Antelope Valley Junior College)에 진학. 과거의 은사인 돈 서버리스(Don Cerveris)가 시나리오를 쓴 저예산 서부극 Run Home Slow의 영화음악 작곡을 의뢰받아 녹음(영화의 제작은 연기). 타이틀 곡은 이후에 앨범 The Lost Episodes에 수록된다.
- 1960년 : 대학에서 만난 케이 셔먼(Kay Sherman)과 결혼. 생활고를 겪으며 각종 잡일을 하다. 그는 The Boogie Man이라는 밴드를 조직하지만 곧 해산한다.

## 1961년~1970년
- 1961년 : 다시 영화 음악 작곡을 의뢰 받아 영화 The World's Greates Sinner의 음악을 녹음 (중요 부분을 부틀렉 Apocrypha에서 들을 수 있다).
- 1962년 : 온타리오주 쿠카몽가(Cucamonga)에 있는 스튜디오 Pal의 소유자인 폴 버프(Paul Buff)을 알게 되어, 그를 도와 스튜디오에서 레코딩 활동을 하다. 인근 클럽에서 연주하다.
- 1963년 : 레이 콜린스(Ray Collins)와 알게 되다. 캡틴 비프하트(Captain Beefheart)와 Stoots라는 밴드를 결성하다. 영화 Run Home Slow의 보수를 받게 되어 그 돈으로 재정난에 봉착한 폴 버프의 스튜디오를 인수하고 Studio Z로 개칭한다. 결혼은 파경에 이르고 결국 이혼.
- 1964년 : Studio Z에서 녹음을 하며 영화제작을 꿈꾸지만, 경찰의 함정수사에 걸려 미풍양속 위반으로 10일간 복역. 그 사이에 Studio Z는 강제 철거되다. 레이 콜린스의 권유로 The Soul Giants에 기타리스트로 가입. 밴드는 자작곡을 연주하여 음반을 내기로 결의하고, 그에 따라 점점 프랭크의 영향력이 커지기 시작한다. 어머니날에 밴드 이름을 The Mothers로 개칭. Pamela Zarubica(Suzy Creamcheese)를 알게 되다.
- 1965년 : 허브 코헨(Herb Cohen)이 머더스의 매니저가 되다. 밥 딜런(Bob Dylan)의 프로듀서로 잘 알려진 MGM의 톰 윌슨(Tom Wilson)이 위스키 어 고고(Whisky A Go Go)에서 연주하는 머더스의 연주를 보고 계약을 제의. 11월 Freak Out!의 녹음을 시작하다. 11월 6일 에드가 바레즈 사망.
- 1966년 : 음반 회사의 압력으로 밴드 이름을 The Mothers Of Invention으로 바꾸다. 7월에 머더스의 데뷔 앨범 Freak Out!이 발매. 프랭크는 위스키 어 고고의 여비서 Gail Sloatman(위의 사진 참조)를 사랑하게 되다. 이후 가일은 프랭크의 평생의 동반자로 그의 음악 여정에 함께 한다.
- 1967년 : 머더스, 뉴욕으로 이주하여 개릭 극장 (Garrick Theater)에서 활동 시작. 제2작 Absolutely Free와 프랭크 솔로 명의로 발표된 Lumpy Gravy 발표. 가일과 결혼. 9월에 장녀 문 유니트 자파(Moon Unit Zappa) 출생.
- 1968년 : 미국사회와 히피 문화를 풍자, 비판한 We're Only In It For The Money와 R&B 앨범 Cruising With Ruben & The Jets 발표. 캘리포니아로 돌아오다. 자신의 레이블인 Bizarre와 Straight 설립. L.A.로 이주.
- 1969년 : 실험적인 Uncle Meat 발표. 프랭크, 머더스를 해산하다. 프랭크는 캡틴 비프하트의 걸작 Trout Mask Replica와 여성 그루피들의 그룹 G.T.O.의 음반 Permanet Damage를 프로듀스하다. 재즈 록 앨범 Hot Rats를 발표. 장남 드위질 자파(Dweezil Zappa) 출생.
- 1970년 : 주빈 메타(Zubin Metha)가 지휘하는 LA 필과 협연. 터틀스(The Turtles) 출신의 보컬리스트 마크 볼먼(Mark Volman)과 하워드 케일런(Howard Kaylan)과 함께 새로운 머더스를 결성. 조지 듀크(George Duke)도 이 시기부터 프랭크와 활동 시작.

## 1971년 ~ 1980년
- 1971년 : 프랭크, 밴드의 투어 생활과 그 이면을 그린 영화 200 Motels 제작 및 사운드트랙 앨범 출시. 12월 4일 스위스의 몬트루에서 공연 도중 화재로 기자재가 모두 불타는 사고를 당하다(Deep Purple의 "Smoke On The Water"는 이 사건을 소재로 하고 있다). 프랭크는 급히 기재를 영국에서 대여해 와서 공연을 속개하나, 6일 후 10일 영국 공연에서 한 관객이 무대 위로 올라와 프랭크를 폭행하여 크게 부상을 당하다.
- 1972년 : 휠체어 생활을 하면서 요양. 빅 밴드를 조직하여 The Grand Wazoo 발표하고 수차례 공연하였다. Wazoo와 Imaginary Disease 등의 실황.
- 1973년 : 새로운 머더스를 결성하여 Overnite Sensation 발표. 이 시기의 밴드는 가장 재즈적인 밴드로 일컬어진다. 자신의 레이블 Diskreet 설립. 부친 사망.
- 1974년 : 머더스 결성 10주년 투어. Apostrophe(') 앨범의 "Don't Eat The Yellow Snow"가 싱글로서 히트하다. 이 앨범은 최초로 골드 획득. 차남인 아멧 자파(Ahmet Zappa) 출생.
- 1975년 : 73-75 밴드의 마지막 앨범이자 머더스의 이름으로 발표된 마지막 앨범 One Size Fits All 발표. 캡틴 비프하트와 합동 투어(그 결과로 앨범 Bongo Fury 발표).
- 1976년 : 매니저 허브 코헨이 돈을 횡령하고 있다는 이유로 관계 단절, 재판. 그랜드 펑크 레일로드(Grand Funk Railroad)의 앨범 프로듀스. 12월에 새터데이 나이트 라이브에 출연.
- 1977년 : 자파는 자신의 음악을 종합적으로 제시할 4장의 LP Box Set 앨범 Läther를 기획하나 워너 브러더스는 이를 거절하다. 분노한 자파는 그 앨범을 지역 라디오 방송국으로 가져가 전곡을 모두 방송하다. 이는 관심을 가지고 있는 부틀렉 제작자를 유인하고자 하는 것이었으나 아무도 접근해 오지 않았다 (일부가 부틀렉 Leatherlette으로 유통). 결국 이 앨범은 후에 워너가 무단으로 발매하여, 프랭크는 이에 대해 오랜 동안 재판을 해야 했다.
- 1978년 : 3월에 Zappa In New York이 발표되나, 워너 측은 Angel이라는 밴드의 펑키 메도우(Punky Meadow)를 조롱하는 도래인 "Punky's Whip"을 무단 삭제하여 발표. 또한 워너는 9월에 프랭크의 허락 없이 Studio Tan 발매.
- 1979년 : 1월, 5월에 워너가 역시 무단으로 Sleep Dirt, Orchestral Favorites 발매. Sheilk Yerbouti, Joe's Garage 등의 앨범 발표. 막내 디바 자파(Diva Zappa) 출생.
- 1980년 : 7, 8월에 You Are What You Is를 녹음한 것을 제외하고는(발표는 1981년), 계속 투어를 하다. 이 시기의 밴드에 스티브 바이(Steve Vai)가 활동하다. 프랭크는 자신의 집에 스튜디오 Utility Muffin Research Kitchen을 설치하고 이후 모든 녹음을 여기서 하다.

## 1981년 ~ 사망
- 1981년 : 4월, 에드가 바레즈 추모 콘서트에서 오케스트라를 지휘. 새로운 레이블인 Barking Pumpkins를 설립하고, 기타 솔로 앨범 Shut Up 'N' Play Yer Guitar를 통신 판매하다.
- 1982년 : 5월, 독일에서 공연도중 관객이 무대 위로 물건을 던지는 바람에 공연 중지. 이후 많은 공연이 취소되다. 7월, 시실리에서의 공연에서는 관객과 경찰관의 총격전이 발생해 3명이 사망. (You Can't Do That On Stage Anymore, vol. 5 Disc 2 참조)
- 1983년 : 1월 런던에서, 런던 심포니 오케스트라가 켄트 나가노(Kent Nagano)의 지휘로 자파의 관현악 작품을 공연하고 녹음을 하다. 2월 9일 바레즈 탄생 100주년 기념 공연에서 지휘를 하다. 워너 브러더스를 상대로 손해배상 소송을 제기. 당시로서는 선도적으로 디지틀 기기를 도입하다.
- 1984년 : 피에르 불레즈가 지휘하는 앙상블 앵테르콩텡포랭(Ensemble InterContemporain) 이 자파의 관현악 곡을 연주하여 공연하고 녹음. 프랭크는 신클러비어로 연주한 곡을 추가하여 The Perfect Stranger 발표. 20주년 기념 월드 투어.
- 1985년 : 자신의 레이블에서 과거 자신 앨범의 박스 세트인 Old Masters, vol.1 발매. 상원의원 부인들이 주도가 되어 록 음악 가사에 검열을 도입하려는 PMRC(Parents' Music Resource Center)에 대한 반대 운동을 전개. TV 출연이나 강연, 투고 뿐만 아니라 의회의 공청회에 나가서 자신의 의견을 진술. 자신의 음악적 반론인 앨범 Frank Zappa Meets The Mothers Of Prevention 발표.
- 1986년 : Old Masters, vol.2 발매. 자신의 라이브 모음집인 You Can't Do That On Stage Anymore를 10장의 LP 세트로 발매할 구상을 하다(실제로는 더블 시디 앨범 6장으로 결실).
- 1987년 : Old Masters, vol.3 발매. 1986년에 발매되었던 신클러비어 앨범 Jazz From Hell이 1987년 그래미 상 시상식에서 최고 록 연주 부문을 수상하나 자파는 거부.
- 1988년 : Broadway The Hard Way 월드 투어를 시작하지만, 멤버들 사이에 반목이 생기자 프랭크는 전원을 해고하면서 도중에 중단하다. 투어 도중 프랭크는 선거인 등록을 하여 투표할 것을 호소한다. 88 투어의 첫 라이브 앨범 Broadway The Hardway 발표.
- 1989년 : 자서전 The Real Frank Zappa Book 발표. 모스크바 방문.
- 1990년 : 파이낸셜 뉴스 네트워크의 대표 자격으로 모스크바 재방문. 귀국 도중 체코의 프라하에 들려서 하벨(Havel) 대통령 접견. 과거 반체제 시인이었던 하벨은 오랜 동안 프랭크 음악의 팬이었다고 한다.
- 1991년 : 프랭크는 대통령 선거에 출마하겠다고 발표. 그러나 전립선 암을 앓고 있다는 사실을 알게 되어 출마를 포기한다. 11월에 프랭크 50세 생일을 기념하는 자파 음악 발표회 Zappa's Universe 행사가 열리다. 공식 부틀렉 모음집인 Beat The Boots #1이 발매되다.
- 1992년 : 대외적인 활동을 자제하고 자신의 스튜디오에서 이전 작품의 편집과 새로운 음악의 작곡에만 전념. 부틀렉 모음집 Beat The Boots #2 발매. 9월에 독일 프랑크푸르트에서 앙상블 모던(Ensemble Modern)과 함께 The Yellow Shark이라고 명명된 공연을 하다.
- 1993년 : 12월 4일 오후 6시경 사망. 향년 52세.